# Serie A 2009-2010 (pallacanestro maschile)
La Serie A 2009-2010 è stata l'ottantottesima edizione del massimo campionato italiano di pallacanestro maschile.
Le novità rispetto al campionato 2008-2009 sono: la Cimberio Varese, tornata nella massima serie dopo un anno in Legadue; la Vanoli Cremona, nata dalla fusione della Vanoli Soresina con la Juvi Basket Cremona (che ha ceduto il titolo di Serie A Dilettanti al Basket Brescia Leonessa). Un'ulteriore novità è lo spostamento del campo di gioco della Sebastiani Rieti al PalaBarbuto di Napoli.
Il 13 aprile 2010, a campionato in corso,  viene ufficializzata l'esclusione della Nuova A.M.G. Sebastiani Basket; le gare già disputate sono considerate non valide ai fini della classifica.
Lo scudetto è stato vinto della Mens Sana Siena, al suo quarto titolo consecutivo.

## Regolamento

### Formula
Le 16 squadre partecipanti disputano un girone unico all'italiana, con partite d'andata e ritorno. Al termine della stagione regolare, le prime otto classificate sono ammesse ai play-off scudetto, mentre le ultime due retrocedono in Legadue.

### Composizione dei roster
Possono essere iscritti a referto 6 atleti non formati in Italia (di cui massimo 3 che siano contemporaneamente non comunitari UE e non comunitari FIBA) e 6 atleti di formazione italiana di cui quattro eleggibili per la Nazionale (in via transitoria i rimanenti due atleti non eleggibili per la Nazionale possono essere italiani di passaporto).

## Stagione regolare

### Classifica
|  |     | Classifica stagione regolare 2009-2010 | Pt | G  | V  | P  | PF   | PS   |
|  | --- | -------------------------------------- | -- | -- | -- | -- | ---- | ---- |
|  | 1.  | Montepaschi Siena                      | 52 | 28 | 26 | 2  | 2485 | 1965 |
|  | 2.  | Pepsi Caserta                          | 36 | 28 | 18 | 10 | 2247 | 2161 |
|  | 3.  | Armani Jeans Milano                    | 34 | 28 | 17 | 11 | 2103 | 2069 |
|  | 4.  | NGC Medical Cantù                      | 34 | 28 | 17 | 11 | 2137 | 2114 |
|  | 5.  | Canadian Solar Bologna                 | 30 | 28 | 15 | 13 | 2074 | 2057 |
|  | 6.  | Sigma Coatings Montegranaro            | 30 | 28 | 15 | 13 | 2194 | 2232 |
|  | 7.  | Lottomatica Roma                       | 30 | 28 | 15 | 13 | 2149 | 2132 |
|  | 8.  | Benetton Treviso                       | 26 | 28 | 13 | 15 | 2230 | 2278 |
|  | 9.  | Air Avellino                           | 26 | 28 | 13 | 15 | 2125 | 2186 |
|  | 10. | Scavolini Spar Pesaro                  | 22 | 28 | 11 | 17 | 2244 | 2294 |
|  | 11. | Banca Tercas Teramo                    | 20 | 28 | 10 | 18 | 2151 | 2171 |
|  | 12. | Cimberio Varese                        | 20 | 28 | 11 | 17 | 2133 | 2259 |
|  | 13. | Vanoli Cremona                         | 20 | 28 | 10 | 18 | 2229 | 2326 |
|  | 14. | Angelico Biella                        | 20 | 28 | 10 | 18 | 2132 | 2252 |
|  | 15. | Carife Ferrara                         | 18 | 28 | 9  | 19 | 2074 | 2211 |
|  |     | Martos Napoli                          | -  | -  | -  | -  | -    | -    |

### Risultati
| Prima giornata |                        |          |
| 11-10-09       |                        | 31-01-10 |
| 87-48          | Siena - Napoli         | 143-49   |
| 94-79          | Roma - Cremona         | 79-75    |
| 76-68          | Bologna - Montegranaro | 78-80    |
| 68-72          | Cantù - Treviso        | 92-96    |
| 90-83          | Ferrara - Teramo       | 69-71    |
| 88-77          | Avellino - Pesaro      | 86-94    |
| 77-68          | Caserta - Biella       | 84-67    |
| 73-66          | Varese - Milano        | 70-74    |

| Quarta giornata |                       |          |
| 1-11-09         |                       | 28-02-10 |
| 79-91           | Milano - Siena        | 65-80    |
| 89-82           | Biella - Cremona      | 68-75    |
| 66-69           | Teramo - Bologna      | 67-77    |
| 60-75           | Pesaro - Cantù        | 93-81    |
| 71-88           | Ferrara - Roma        | 73-84    |
| 84-82           | Avellino - Treviso    | 64-73    |
| 73-85           | Montegranaro - Varese | 88-74    |
| 49-89           | Napoli - Caserta      | 58-181   |

| Settima giornata |                       |          |
| 22-11-09         |                       | 21-03-10 |
| 83-58            | Siena - Roma          | 85-93    |
| 86-94            | Treviso - Varese      | 82-90    |
| 81-83            | Teramo - Milano       | 56-78    |
| 73-55            | Bologna - Avellino    | 82-79    |
| 86-93            | Cantù - Biella        | 86-75    |
| 66-59            | Ferrara - Napoli      | 176-50   |
| 73-57            | Montegranaro - Pesaro | 93-89    |
| 97-74            | Caserta - Cremona     | 87-85    |

| Decima giornata |                       |          |
| 13-12-09        |                       | 11-04-10 |
| 70-72           | Treviso - Caserta     | 66-90    |
| 61-80           | Roma - Teramo         | 89-79    |
| 75-70           | Pesaro - Ferrara      | 85-73    |
| 72-63           | Cantù - Bologna       | 80-76    |
| 66-73           | Avellino - Milano     | 63-74    |
| 88-82           | Montegranaro - Biella | 73-76    |
| 81-84           | Napoli - Varese       | 57-120   |
| 72-92           | Cremona - Siena       | 70-83    |

| Tredicesima giornata |                         |          |
| 10-01-10             |                         | 02-05-10 |
| 100-75               | Siena - Caserta         | 98-57    |
| 77-74                | Milano - Biella         | 68-63    |
| 138-37               | Roma - Napoli           | [ 2 ]    |
| 85-74                | Teramo - Cremona        | 80-91    |
| 82-80                | Bologna - Pesaro        | 73-90    |
| 102-95               | Ferrara - Treviso       | 73-67    |
| 80-69                | Avellino - Montegranaro | 89-81    |
| 81-74                | Varese - Cantù          | 70-83    |

| Seconda giornata |                        |          |
| 18-10-09         |                        | 07-02-10 |
| 71-66            | Milano - Ferrara       | 66-56    |
| 92-85            | Treviso - Roma         | 76-100   |
| 79-76            | Biella - Bologna       | 66-79    |
| 84-58            | Teramo - Varese        | 80-83    |
| 67-80            | Pesaro - Siena         | 76-90    |
| 86-84            | Montegranaro - Caserta | 75-65    |
| 58-82            | Napoli - Avellino      | 70-172   |
| 103-104          | Cremona - Cantù        | 68-89    |

| Quinta giornata |                        |          |
| 08-11-09        |                        | 07-03-10 |
| 89-49           | Siena - Ferrara        | 71-63    |
| 95-77           | Treviso - Montegranaro | 69-79    |
| 69-73           | Roma - Biella          | 80-85    |
| 83-87           | Bologna - Milano       | 71-73    |
| 74-69           | Cantù - Teramo         | 73-72    |
| 95-81           | Caserta - Pesaro       | 89-81    |
| 74-91           | Varese - Avellino      | 67-76    |
| 81-66           | Cremona - Napoli       | 145-48   |

| Ottava giornata |                        |          |
| 29-11-09        |                        | 28-03-10 |
| 89-86           | Milano - Pesaro        | 77-83    |
| 81-89           | Biella - Teramo        | 71-78    |
| 70-81           | Roma - Cantù           | 61-79    |
| 72-84           | Bologna - Caserta      | 74-67    |
| 57-86           | Avellino - Siena       | 74-91    |
| 64-96           | Napoli - Treviso       | 29-169   |
| 81-74           | Varese - Ferrara       | 60-77    |
| 90-69           | Cremona - Montegranaro | 72-91    |

| Undicesima giornata |                      |          |
| 20-12-09            |                      | 18-04-10 |
| 97-66               | Siena - Montegranaro | 92-86    |
| 80-72               | Milano - Cremona     | 81-78    |
| 73-76               | Biella - Pesaro      | 61-79    |
| 86-71               | Teramo - Napoli      | [ 2 ]    |
| 78-80               | Bologna - Treviso    | 61-50    |
| 72-84               | Ferrara - Cantù      | 76-64    |
| 73-66               | Avellino - Caserta   | 79-81    |
| 67-84               | Varese - Roma        | 71-64    |

| Quattordicesima giornata |                       |          |
| 17-01-10                 |                       | 08-05-10 |
| 74-68                    | Treviso - Teramo      | 86-82    |
| 83-79                    | Biella - Avellino     | 74-77    |
| 81-61                    | Bologna - Roma        | 59-78    |
| 126-64                   | Pesaro - Napoli       | [ 2 ]    |
| 56-87                    | Cantù - Siena         | 59-82    |
| 77-72                    | Montegranaro - Milano | 58-81    |
| 95-72                    | Caserta - Ferrara     | 73-58    |
| 78-71                    | Cremona - Varese      | 78-98    |

| Terza giornata |                      |          |
| 25-10-09       |                      | 14-02-10 |
| 94-70          | Siena - Teramo       | 79-75    |
| 86-84          | Treviso - Pesaro     | 94-84    |
| 74-78          | Roma - Avellino      | 56-74    |
| 76-62          | Bologna - Napoli     | 117-46   |
| 79-75          | Cantù - Montegranaro | 71-77    |
| 82-91          | Ferrara - Cremona    | 83-82    |
| 104-100        | Caserta - Milano     | 94-85    |
| 78-87          | Varese - Biella      | 96-88    |

| Sesta giornata |                       |          |
| 15-11-09       |                       | 14-03-10 |
| 73-53          | Milano - Cantù        | 59-65    |
| 72-80          | Biella - Siena        | 65-97    |
| 92-85          | Teramo - Caserta      | 67-59    |
| 73-84          | Pesaro - Roma         | 61-70    |
| 88-78          | Avellino - Ferrara    | 63-78    |
| 51-78          | Napoli - Montegranaro | 82-141   |
| 68-78          | Varese - Bologna      | 67-80    |
| 95-73          | Cremona - Treviso     | 72-70    |

| Nona giornata |                     |          |
| 06-12-09      |                     | 03-04-10 |
| 87-74         | Siena - Varese      | 96-72    |
| 93-64         | Milano - Napoli     | 157-47   |
| 89-83         | Biella - Treviso    | 70-72    |
| 98-78         | Teramo - Avellino   | 90-102   |
| 101-94        | Pesaro - Cremona    | 94-98    |
| 73-90         | Ferrara - Bologna   | 63-68    |
| 103-97        | Montegranaro - Roma | 72-75    |
| 82-67         | Caserta - Cantù     | 72-81    |

| Dodicesima giornata |                        |          |
| 03-01-10            |                        | 25-04-10 |
| 80-92               | Treviso - Siena        | 99-96    |
| 77-69               | Roma - Milano          | 66-64    |
| 82-78               | Pesaro - Teramo        | 61-69    |
| 85-61               | Cantù - Avellino       | 85 -76   |
| 92-88               | Montegranaro - Ferrara | 75-77    |
| 76-53               | Caserta - Varese       | 88-85    |
| 54-124              | Napoli - Biella        | [ 2 ]    |
| 69-74               | Cremona - Bologna      | 68-65    |

| Quindicesima giornata |                       |          |
| 24-01-10              |                       | 16-05-10 |
| 100-70                | Siena - Bologna       | 87-66    |
| 80-73                 | Milano - Treviso      | 59-91    |
| 83-64                 | Roma - Caserta        | 69-85    |
| 61-63                 | Teramo - Montegranaro | 81-87    |
| 89-78                 | Ferrara - Biella      | 79-82    |
| 71-63                 | Avellino - Cremona    | 76-81    |
| 38-127                | Napoli - Cantù        | [ 2 ]    |
| 89-86                 | Varese - Pesaro       | 84-89    |

## Play-off

### Tabellone
|  | Quarti di finale | Quarti di finale   | Quarti di finale | Quarti di finale | Quarti di finale | Quarti di finale | Quarti di finale |                 |             | Semifinali | Semifinali | Semifinali | Semifinali | Semifinali | Semifinali | Semifinali |  |  | Finale | Finale          | Finale | Finale | Finale | Finale | Finale | Finale | Finale |
|  |                  |                    |                  |                  |                  |                  |                  |                 |             |            |            |            |            |            |            |            |  |  |        |                 |        |        |        |        |        |        |        |
|  | 1                | Mens Sana Siena    | 118              | 99               | 69               |                  |                  |                 |             |            |            |            |            |            |            |            |  |  |        |                 |        |        |        |        |        |        |        |
|  | 8                | Pall. Treviso      | 79               | 88               | 66               |                  |                  |                 |             |            |            |            |            |            |            |            |  |  |        |                 |        |        |        |        |        |        |        |
|  | 8                | Pall. Treviso      | 79               | 88               | 66               |                  | 1                | Mens Sana Siena | 100         | 104        | 77         |            |            |            |            |            |  |  |        |                 |        |        |        |        |        |        |        |
|  |                  |                    |                  |                  |                  |                  |                  | Mens Sana Siena | 100         | 104        | 77         |            |            |            |            |            |  |  |        |                 |        |        |        |        |        |        |        |
|  |                  | 4                  | Pall. Cantù      | 73               | 74               | 65               |                  |                 |             |            |            |            |            |            |            |            |  |  |        |                 |        |        |        |        |        |        |        |
|  | 4                | 4                  | Pall. Cantù      | 73               | 74               | 65               | Pall. Cantù      | 75              | 74          | 78         | 79         | 72         |            |            |            |            |  |  |        |                 |        |        |        |        |        |        |        |
|  | 4                |                    |                  |                  |                  |                  | Pall. Cantù      | 75              | 74          | 78         | 79         | 72         |            |            |            |            |  |  |        |                 |        |        |        |        |        |        |        |
|  | 5                | Virtus Bologna     | 64               | 68               | 89               | 95               | 65               |                 |             |            |            |            |            |            |            |            |  |  |        |                 |        |        |        |        |        |        |        |
|  |                  |                    |                  |                  |                  |                  |                  |                 |             |            |            |            |            |            |            |            |  |  | 1      | Mens Sana Siena | 100    | 81     | 88     | 93     |        |        |        |
|  |                  |                    | 3                | Olimpia Milano   | 80               | 59               | 75               | 69              |             |            |            |            |            |            |            |            |  |  |        |                 |        |        |        |        |        |        |        |
|  | 3                | Olimpia Milano     | 72               | 67               | 81               |                  |                  |                 |             |            |            |            |            |            |            |            |  |  |        |                 |        |        |        |        |        |        |        |
|  | 6                | Sutor Montegranaro | 65               | 65               | 75               |                  |                  |                 |             |            |            |            |            |            |            |            |  |  |        |                 |        |        |        |        |        |        |        |
|  | 6                | Sutor Montegranaro | 65               | 65               | 75               |                  | 3                | Olimpia Milano  | 90          | 68         | 66         | 91         | 66         |            |            |            |  |  |        |                 |        |        |        |        |        |        |        |
|  |                  |                    |                  |                  |                  |                  |                  | Olimpia Milano  | 90          | 68         | 66         | 91         | 66         |            |            |            |  |  |        |                 |        |        |        |        |        |        |        |
|  |                  | 2                  | Juvecaserta      | 80               | 76               | 67               | 74               | 59              |             |            |            |            |            |            |            |            |  |  |        |                 |        |        |        |        |        |        |        |
|  | 2                | 2                  | Juvecaserta      | 80               | 76               | 67               | 74               | 59              | Juvecaserta | 70         | 78         | 83         |            |            |            |            |  |  |        |                 |        |        |        |        |        |        |        |
|  | 2                |                    |                  |                  |                  |                  |                  |                 | Juvecaserta | 70         | 78         | 83         |            |            |            |            |  |  |        |                 |        |        |        |        |        |        |        |
|  | 7                | Virtus Roma        | 65               | 76               | 74               |                  |                  |                 |             |            |            |            |            |            |            |            |  |  |        |                 |        |        |        |        |        |        |        |

### Risultati

#### Quarti di finale
Le partite si disputano in serie 2-2-1: le prime due partite sono in casa della squadra meglio piazzata, la terza e l'eventuale quarta a campi invertiti e, infine, l'eventuale bella in casa della squadra con classifica migliore.
Siena-Treviso
| Arbitri: | Carmelo Paternicò Gianluca Mattioli Gianluca Sardella |

|              |          |           |
| Domercant 19 | Punti    | 18 Rivers |
| Zīsīs 8      | Assist   | 8 Gentile |
| Sato 7       | Rimbalzi | 6 Dixon   |

| Arbitri: | Tolga Sahin Enrico Sabetta Massimiliano Filippini |

|                        |          |              |
| Hawkins 26             | Punti    | 22 Dixon     |
| Lavrinovič, McIntyre 4 | Assist   | 3 Nicević    |
| Domercant 5            | Rimbalzi | 7 Motiejūnas |

| Arbitri: | Giampaolo Cicoria Paolo Taurino Roberto Begnis |

|                       |          |                |
| Kus 13                | Punti    | 23 Sato        |
| Kus 4                 | Assist   | 2 S. Stonerook |
| Motiejūnas, Nicević 7 | Rimbalzi | 10 Eze         |

Cantù - Bologna
| Arbitri: | Giampaolo Cicoria Roberto Chiari Marco Giansanti |

|                           |          |                  |
| Leunen 16                 | Punti    | 14 Jackson, Moss |
| Green, Mazzarino, Micov 3 | Assist   | 3 Jackson, Moss  |
| Leunen 7                  | Rimbalzi | 8 Fajardo        |

| Arbitri: | Luigi Lamonica Pierluigi D'Este Dino Seghetti |

|          |          |              |
| Green 23 | Punti    | Fajardo 18   |
| Leunen 4 | Assist   | 7 A. Jackson |
| Leunen 7 | Rimbalzi | 7 Fajardo    |

| Arbitri: | Carmelo Paternicò Mauro Pozzana Alessandro Martolini |

|               |          |                  |
| Collins 20    | Punti    | 23 Mark'oishvili |
| Moss 5        | Assist   | 4 Green          |
| Sanik'idze 10 | Rimbalzi | 5 Micov          |

| Arbitri: | Gianluca Mattioli Paolo Taurino Gianluca Sardella |

|              |          |                    |
| Collins 28   | Punti    | 24 Mark'oishvili   |
| Jackson 6    | Assist   | 4 Green, Mazzarino |
| Sanik'idze 8 | Rimbalzi | 6 Mark'oishvili    |

| Arbitri: | Giampaolo Cicoria Tolga Sahin Carmelo Lo Guzzo |

|                  |          |               |
| Mark'oishvili 18 | Punti    | 16 Jackson    |
| Green 3          | Assist   | 4 A. Jackson  |
| Leunen, Lydeka 8 | Rimbalzi | 12 Sanik'idze |

Milano - Montegranaro
| Arbitri: | Luigi Lamonica Pierluigi D'Este Massimiliano Filippini |

|                     |          |                       |
| Finley 16           | Punti    | 11 Ivanov, Marquinhos |
| Bulleri, Mordente 3 | Assist   | 4 Maestranzi          |
| Rocca 9             | Rimbalzi | 8 Ivanov              |

| Arbitri: | Guerrino Cerebuch Paolo Taurino Marco Giansanti |

|                   |          |                          |
| Bulleri, Rocca 13 | Punti    | 14 Marquinhos, Ivanov 14 |
| Bulleri, Finley 2 | Assist   | 5 Cavaliero              |
| Rocca 7           | Rimbalzi | 8 Brunner                |

| Arbitri: | Fabio Facchini Tolga Sahin Carmelo Lo Guzzo |

|                          |          |                             |
| Cavaliero, Marquinhos 14 | Punti    | 12 Bulleri, Finley          |
| Cinciarini, Cavaliero 3  | Assist   | 2 Bulleri, Finley, Mačiulis |
| Ivanov 8                 | Rimbalzi | 8 Rocca                     |

Caserta - Roma
| Arbitri: | Fabio Facchini Mauro Pozzana Carmelo Lo Guzzo |

|               |          |                     |
| Doornekamp 19 | Punti    | 18 Giachetti        |
| Bowers 6      | Assist   | 2 Jaaber            |
| Jones 18      | Rimbalzi | 7 Crosariol, Datome |

| Arbitri: | Carmelo Paternicò Gianluca Mattioli Gianluca Sardella |

|             |          |            |
| Di Bella 19 | Punti    | 22 Winston |
| Ere 4       | Assist   | 4 Winston  |
| Jones 17    | Rimbalzi | 9 Winston  |

| Arbitri: | Enrico Sabetta Roberto Chiari Dino Seghetti |

|                   |          |            |
| Giachetti 19      | Punti    | 30 Jones   |
| Jaaber, Winston 2 | Assist   | 3 Di Bella |
| Crosariol 7       | Rimbalzi | 16 Jones   |

#### Semifinali
Le partite si disputano come per i quarti di finale nel formato 2-2-1.
Siena - Cantù
| Arbitri: | Fabio Facchini Enrico Sabetta Gianluca Sardella |

|              |          |                           |
| Sato 23      | Punti    | 14 Green, Leunen          |
| Zīsīs 5      | Assist   | 2 Green, Mazzarino, Micov |
| Lavrinovič 7 | Rimbalzi | 7 Leunen                  |

| Arbitri: | Carmelo Paternicò Pierluigi D'Este Marco Giansanti |

|                              |          |                  |
| McIntyre 22                  | Punti    | 15 Micov         |
| McIntyre 5                   | Assist   | 4 Giovacchini    |
| Eze, Lavrinovič, Marconato 5 | Rimbalzi | 5 Micov, Urbutis |

| Arbitri: | Giampaolo Cicoria Paolo Taurino Massimiliano Filippini |

|                  |          |                                       |
| Mark'oishvili 14 | Punti    | 21 Lavrinovič                         |
| Micov 5          | Assist   | 2 Domercant, Hawkins, McIntyre, Zīsīs |
| Urbutis 8        | Rimbalzi | 6 Sato                                |

Caserta - Milano
| Arbitri: | Luigi Lamonica Roberto Chiari Dino Seghetti |

|                    |          |           |
| Ere 25             | Punti    | 22 Monroe |
| Bowers, Koszarek 3 | Assist   | 3 Finley  |
| Jones 9            | Rimbalzi | 9 Arnold  |

| Arbitri: | Guerrino Cerebuch Tolga Sahin Alessandro Martolini |

|                    |          |             |
| Ere 20             | Punti    | 18 Mačiulis |
| Bowers 2           | Assist   | 2 Finley    |
| Jones, Michelori 6 | Rimbalzi | 10 Rocca    |

| Arbitri: | Fabio Facchini Mauro Pozzana Roberto Begnis |

|                    |          |                 |
| Mačiulis 16        | Punti    | 19 Bowers       |
| Finley, Mordente 3 | Assist   | 3 Jones         |
| Arnold 9           | Rimbalzi | 5 Bowers, Jones |

| Arbitri: | Luigi Lamonica Enrico Sabetta Carmelo Lo Guzzo |

|                        |          |             |
| Mancinelli 21          | Punti    | 17 Di Bella |
| Mačiulis, Mancinelli 5 | Assist   | 4 Ere       |
| Rocca 7                | Rimbalzi | 8 Ere       |

| Arbitri: | Carmelo Paternicò Gianluca Mattioli Dino Seghetti |

|                    |          |          |
| Michelori 14       | Punti    | 14 Rocca |
| Bowers, Di Bella 4 | Assist   | 3 Finley |
| Jones 9            | Rimbalzi | 11 Rocca |

#### Finale
La serie ha un formato 2-2-1-1-1: le prime due partite sono in casa della squadra meglio piazzata, le seconde due in casa della squadra con classifica peggiore, dopodiché si procede ad inversioni consecutive di campo per le restanti tre.
| Arbitri: | Guerrino Cerebuch Carmelo Paternicò Gianluca Sardella |

|             |          |            |
| McIntyre 29 | Punti    | 15 Monroe  |
| McIntyre 5  | Assist   | 3 Finley   |
| Stonerook 9 | Rimbalzi | 6 Mačiulis |

| Arbitri: | Fabio Facchini Gianluca Mattioli Roberto Chiari |

|                    |          |                   |
| Domercant, Sato 16 | Punti    | 13 Mačiulis       |
| Zīsīs 4            | Assist   | 2 Bulleri, Monroe |
| Ress 6             | Rimbalzi | 7 Hall            |

| Arbitri: | Enrico Sabetta Paolo Taurino Pierluigi D'Este |

|             |          |                            |
| Mačiulis 16 | Punti    | 23 Sato                    |
| Finley 3    | Assist   | 3 Hawkins, McIntyre, Zīsīs |
| Rocca       | Rimbalzi | 9 Stonerook                |

| Arbitri: | Luigi Lamonica Tolga Sahin Roberto Begnis |

|               |          |                         |
| Mačiulis 13   | Punti    | 28 McIntyre             |
| Mancinelli 4  | Assist   | 3 Lavrinovič, Stonerook |
| Hall, Rocca 6 | Rimbalzi | 8 Stonerook             |

## Verdetti
- Campione d'Italia:  Montepaschi Siena

Formazione: Henry Domercant, Terrell McIntyre, Nikos Zīsīs, Lorenzo D'Ercole, Benjamin Eze, Marco Carraretto, Romain Sato, Kšyštof Lavrinovič, Tomas Ress, David Hawkins, Denis Marconato, Shaun Stonerook. Allenatore: Simone Pianigiani.
- Retrocessioni in Legadue: Carife Ferrara.
- A campionato in corso viene esclusa dalla competizione la Nuova Sebastiani Napoli.